# Liste der Gouverneure der Oblast Cherson
Der Gouverneur der Oblast Cherson ist der Leiter der Exekutive der Oblast Cherson in der Ukraine. Die Amtsträger werden vom Präsidenten auf Empfehlung des Ministerpräsidenten für eine Amtszeit von vier Jahren ernannt. Die offizielle Residenz des Gouverneurs befindet sich in Cherson. Zuletzt wurde am 7. Februar 2023 Oleksandr Prokudin von Präsident Wolodymyr Selenskyj zum Gouverneur ernannt.

## Liste der Gouverneure

### Vorsitzender des Exekutivausschusses
- Pylyp Passentschenko-Demydenko (1944–1950)
- Tymofij Barylnyk (1950–1963)
- Mykola Makuschenko (1963–1969)
- Mykola Kobak (1963–1964)
- Dina Prozenko (1969–1978)
- Wassyl Metljajew (1978–1983)
- Mychajlo Kuschnerenko (1983–1987)
- Oleksandr Melnykow (1987–1991)
- Mychajlo Kuschnerenko (1991–1992)

### Vertreter des Präsidenten
- Oleksandr Melnykow (1992–1994)

### Vorsitzender des Exekutivausschusses
- Witali Scholobow (1994–1995)

### Leiter der Verwaltung
- Witali Scholobow (1995–1996)
- Jurij Karassyk (1996–1997)
- Mychajlo Kuschnerenko (1997–1998)
- Anatolij Kassjanenko (1998–1999)
- Oleksandr Werbyzkyj (1999–2001)
- Jurij Krawtschenko (2001–2002)
- Anatolij Jurtschenko (2002–2004)
- Serhij Dowhan (2004)
- Wolodymyr Chodakowskyj (2004–2005)
- Borys Silenkow (2005–2010)
- Anatolij Hryzenko (2010)
- Mykola Kostjak (2010–2014)
- Jurij Odartschenko (2014)
- Ihor Schepeljew (2014)
- Andrij Putilow (2014–2016)
- Andrij Hordjejew (2016–2019)[2]
- Dmytro Butrij (2019)[3]
- Jurij Hussjew (2019–2020)[4][5][6]
- Serhij Kosyr (2020–2021)[7][8]
- Hennadij Lahuta (2021–2022)
- Dmytro Butrij (2022)[9]
- Jaroslaw Januschewytsch (2022–2023)[10]
- Oleksandr Prokudin (seit 2023)[11]